# Volkswagen T3
Volkswagen T3 — третє покоління Transporter. Він вперше вийшов на ринок у травні 1979 року і випускався до 1992 року та був останньою серією фургонів Transporter із заднім приводом. Після 411/412 1968 року T3 був останнім нещодавно розробленим Volkswagen із заднім двигуном з повітряним охолодженням. У 1982 році моделі з бензиновими двигунами були переведені з повітряного на водяне охолодження. Повністю перероблений наступник T4 вийшов на ринок у 1990 році з переднім двигуном і переднім приводом.

## Опис

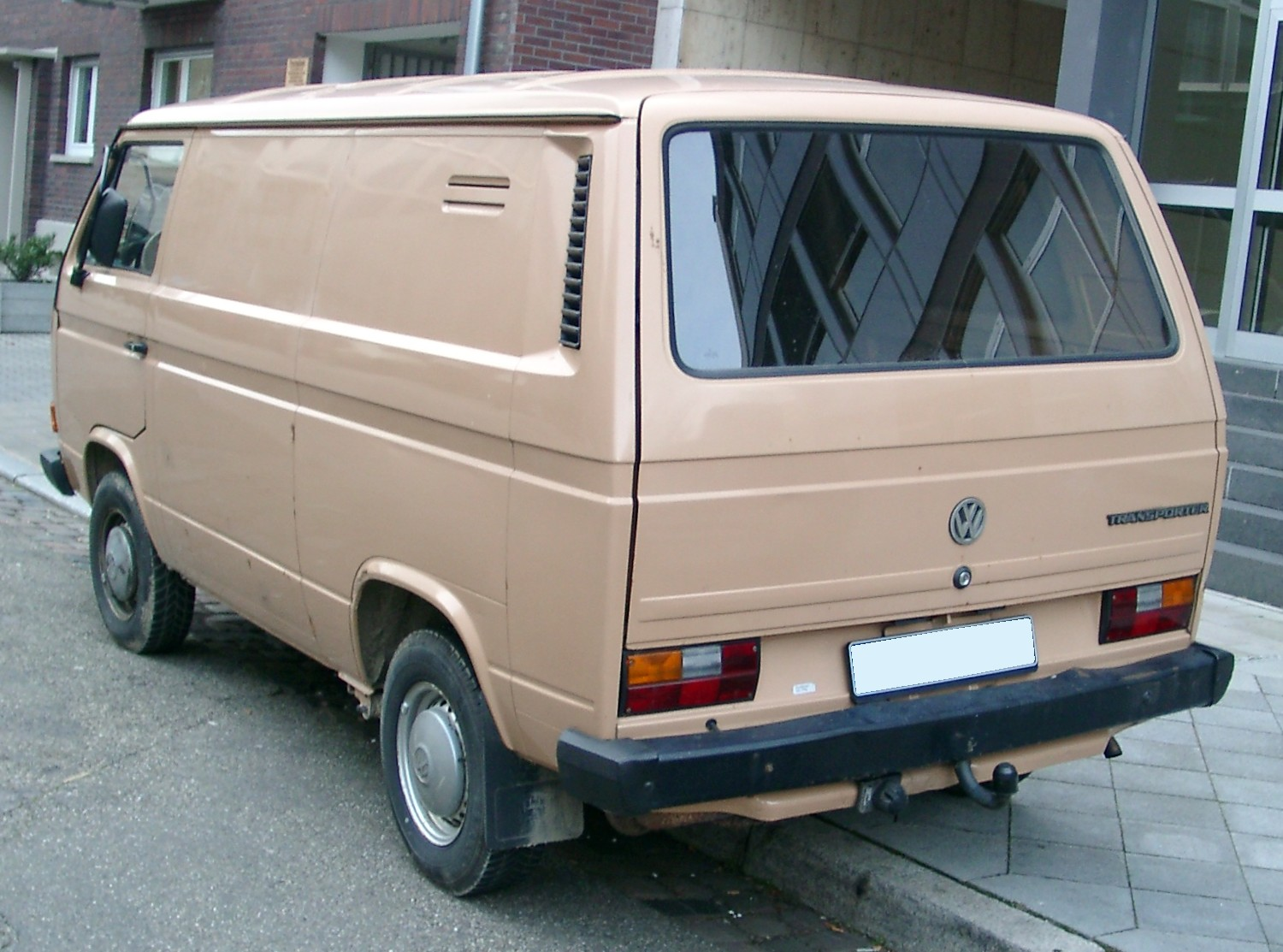
VW T3

T3 як і всі його попередники мав індекс Type 2. У VW T3 було проведено безліч технічних нововведень. Колісна база Т3 збільшилася на 60 міліметрів. Т3 став на 12,5 сантиметрів ширше ніж його попередник Т2 і важив мінімум на 60 кілограмів більше (1365 кг).
Двигун в Т3 як і в більш ранніх моделях знаходився позаду, хоча в той час це вважалося застарілим. Тим не менш модель користувалася величезним успіхом в Німеччині, Нідерландах, Австрії та на території колишнього СРСР.

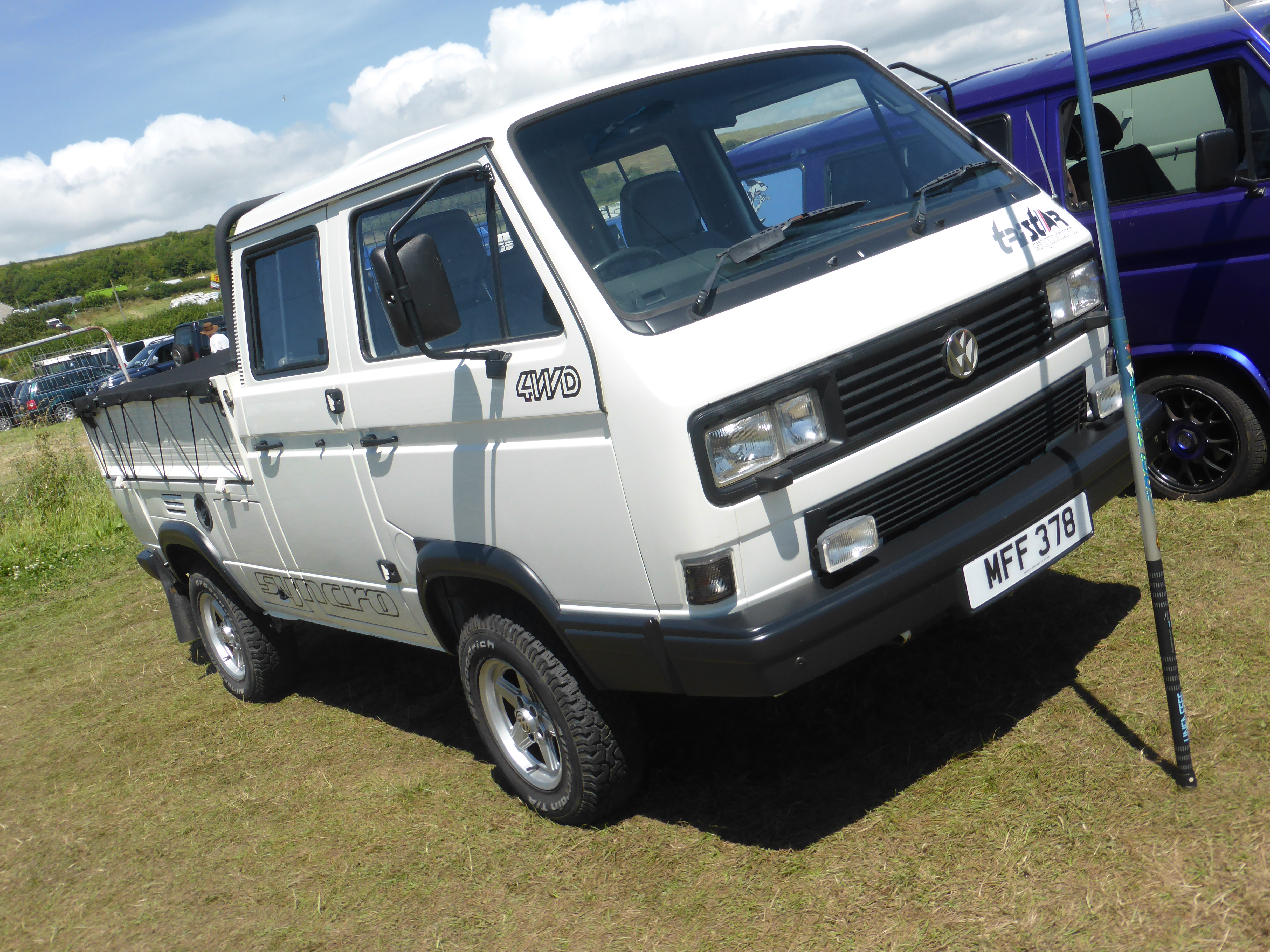
VW T3 Syncro

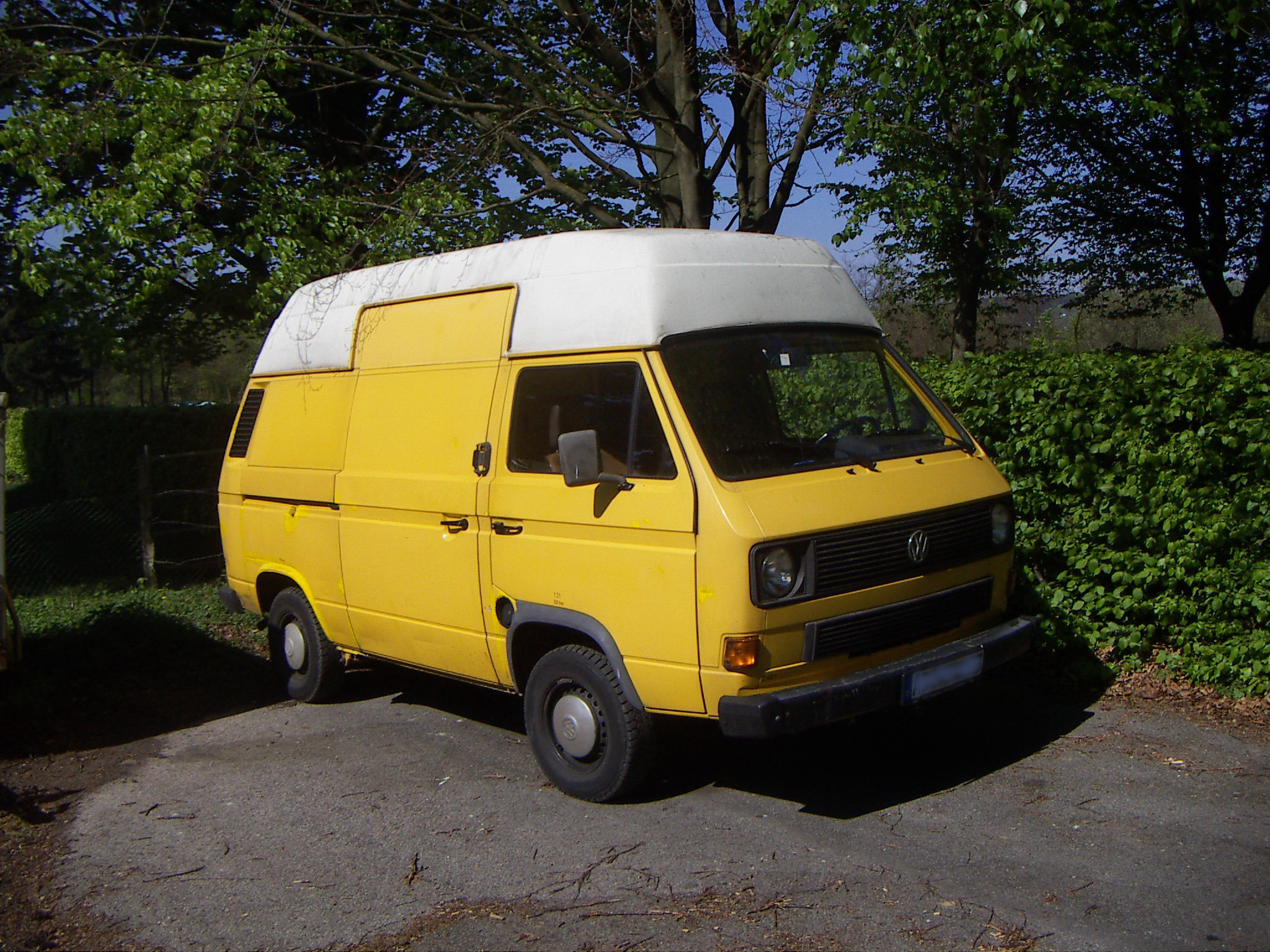
VW T3 з високим дахом

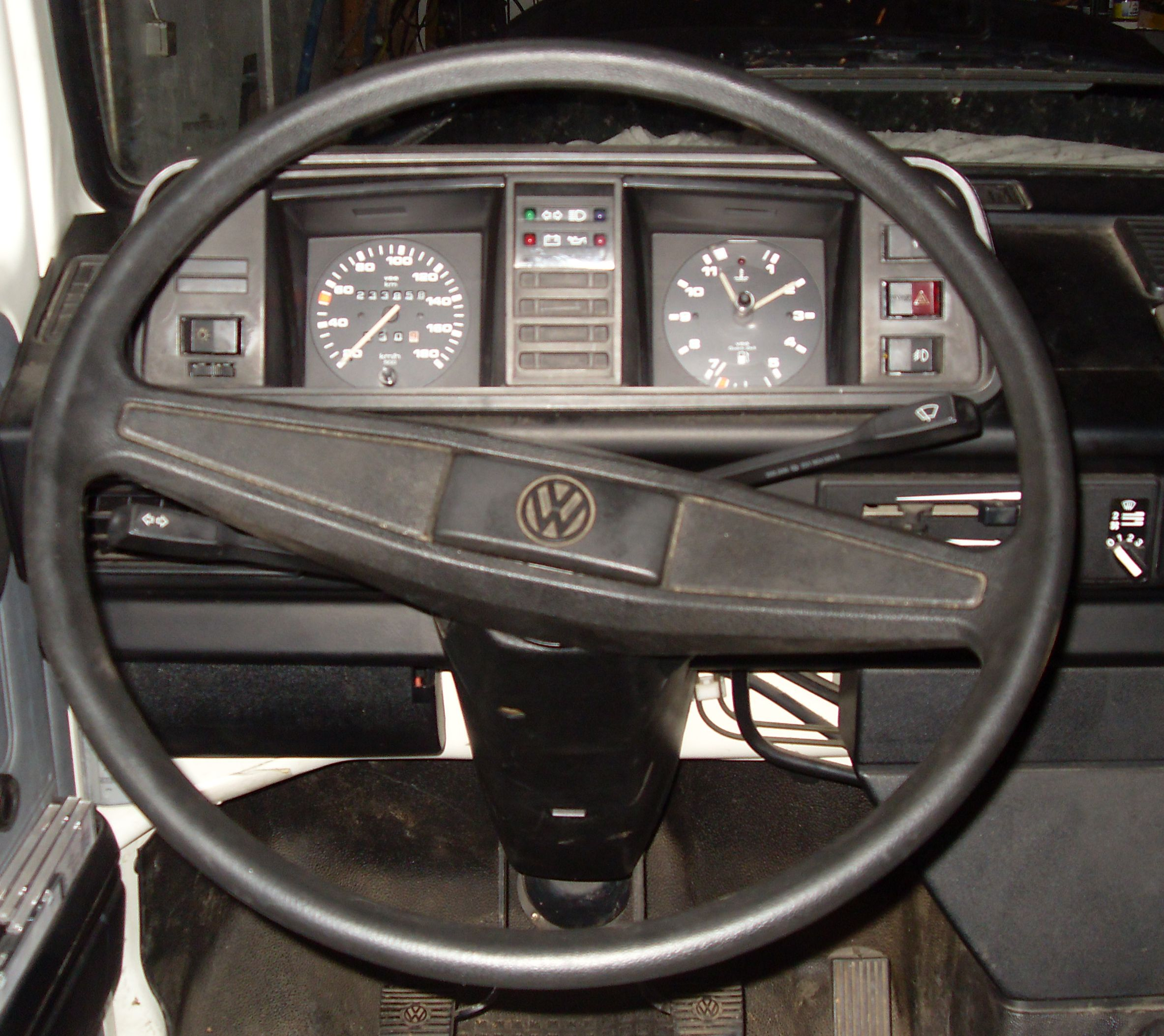

VW запропонував величезний вибір додаткового обладнання в тому числі електричні склопідйомники, електричний регулятор зовнішніх дзеркал заднього виду, центральний замок, тахометр, підігрів сидінь, задні склоочисники, система очищення фар, а з 1985 повний привід і кондиціонер. З 1986 на Т3 можна було встановити ABS за додаткові 3720 німецьких марок (дані на 1989 рік). Подушки безпеки з'явилися тільки в його наступника Т4.
Найбільшою проблемою Т3 було швидке покриття іржею деяких деталей.
В 1985 році з'явився ексклюзивний Caravelle Carat, який був розрахований на бізнес клієнтів. Автомобіль був обладнаний литими дисками, передніми спойлерами, опущеним шасі, складним столом, підсвічуванням сходинок, сидіннями з замші. Сидіння у другому ряду могли повертатися.
В 1985 році представлений Multivan — сімейний автомобіль універсального використання.
Т3 став останнім автомобілем Volkswagen в Європі, який мав заднє розташування двигуна. Т3 розглядають як останнього справжнього Bulli. В 1990 році було завершено виробництво на заводі в Ганновері, а в 1992 році на заводі в Австрії.
Починаючи з 1992 року виробництво було перенесено на завод в Південній Африці який випускав Т3 виключно для місцевого ринку. Виробництво тривало до літа 2003 року.
Т3 досі дуже популярні в Африці та на території колишнього СРСР.

## Двигуни
| Бензинові | Бензинові | Бензинові | Бензинові | Бензинові                               | Бензинові | Бензинові   | Бензинові        |
| Модель    | Об'єм     | Тип       | Циліндри  | Паливна система                         | кВт/к.с.  | Код двигуна | Роки виробництва |
| --------- | --------- | --------- | --------- | --------------------------------------- | --------- | ----------- | ---------------- |
| 1,6 л     | 1570 см³  | LBX       | 4         | карбюратор                              | 37/50     | CT          | 1979–1982        |
| 2,0 л     | 1970 см³  | LBX       | 4         | 2 карбюратори                           | 51/70     | CU          | 1979–1982        |
| 1,9 л     | 1888 см³  | WBX       | 4         | карбюратор                              | 44/60     | DF          | 1982–1985        |
| 1,9 л     | 1888 см³  | WBX       | 4         | карбюратор                              | 57/78     | DG          | 1982–1990        |
| 1,9 л     | 1888 см³  | WBX       | 4         | карбюратор                              | 54/73     | SP          | 1986–1988        |
| 1,9 л     | 1888 см³  | WBX       | 4         | Digijet                                 | 60/82     | DH          | 1983–1985        |
| 1,9 л     | 1888 см³  | WBX       | 4         | Digijet                                 | 66/90     | GW          | 1983–1985        |
| 2,1 л     | 2081 см³  | WBX       | 4         | Digijet                                 | 82/112    | DJ          | 1984–1989        |
| 2,1 л     | 2081 см³  | WBX       | 4         | Digifant                                | 70/95     | MV          | 1985–1992        |
| 2,1 л     | 2081 см³  | WBX       | 4         | Digifant                                | 64/87     | SR          | 1986–            |
| 2,1 л     | 2081 см³  | WBX       | 4         | Digifant                                | 68/92     | SS          | 1989–            |
| Дизельні  |           |           |           |                                         |           |             |                  |
| 1,6 л     | 1588 см³  | Рядний    | 4         | Verteiler-Einspritzpumpe                | 37/50     | CS          | 1981–1987        |
| 1,6 л     | 1588 см³  | Рядний    | 4         | Verteiler-Einspritzpumpe mit Turbolader | 51/70     | JX          | 1984–1992        |
| 1,7 л     | 1715 см³  | Рядний    | 4         | Verteiler-Einspritzpumpe                | 42/57     | KY          | 1987–1990        |